# Апрельская улица (Орск)
Апрельская улица — улица в Ленинском районе города Орска Оренбургской области. Расположена во входящем в состав города посёлке Первомайский. Носит название месяца апреля.
Начала застраиваться в конце 1930-х годов. В настоящее время на улице расположено более 50 одноэтажных частных жилых домов.